# Throckmorton (Texas)
Pour les articles homonymes, voir Throckmorton.
La ville de Throckmorton est le siège du comté de Throckmorton, dans l’État du Texas, aux États-Unis. Elle comptait 905 habitants lors du recensement de 2000.

## Personnalité liée à la ville
Bob Lilly est né à Throckmorton en 1939.

## Source
- (en) Cet article est partiellement ou en totalité issu de l’article de Wikipédia en anglais intitulé « Throckmorton, Texas » (voir la liste des auteurs).